# Kledi Kadiu
Kledi Kadiu (ur. 7 kwietnia 1974 w Tiranie) – włoski tancerz i aktor pochodzenia albańskiego.

## Życiorys
Jest synem Fisnika i Lindity. Jego ojciec był inżynierem, a matką farmaceutką. Dzieciństwo spędził w Tiranie, tam też uczęszczał do Akademii Baletu, którą ukończył w 1992. Po studiach rozpoczął pracę w Narodowym Teatrze Opery i Baletu, jako solista. Publiczność albańska mogła go podziwiać w Giselle, Dziadku do orzechów, Don Kichocie i w balecie Dafnis i Chloe.
W 1993, mając 19 lat wyemigrował do Włoch. Początkowo zamieszkał w Mantui, a następnie w Rovereto. W 1996 zadebiutował w telewizji, tańcząc w programie Quizzone, emitowanym przez stację Canale 5. Od tej chwili regularnie występuje w programach typu variete.
Obecnie można podziwiać jego umiejętności w programie Przyjaciele Marii de Filippi, wyświetlanym przez stację telewizyjną Canale 5.
W 2005 po raz pierwszy wystąpił w filmie, grając jedną z głównych ról w komedii Passa a Due (reż. Andrea Barzini), w którym zagrał Beniego, imigranta z Albanii, który przyjeżdża do Włoch, aby zyskać sławę jako tancerz. W 2007 występował także w serialach telewizyjnych, emitowanych przez telewizję Rai Uno. W Rzymie założył własną szkołę tańca. Jego sława miała także ciemne strony. W maju 2008 został napadnięty i pobity przez trzech mężczyzn, którzy wdarli się do prowadzonej przez niego szkoły.
W 2004 został laureatem nagrody Gino Taniego, dwa lata później został Artystą Roku i Tancerzem Roku we Włoszech.
W 2008 uzyskał obywatelstwo włoskie. 27 stycznia 2009 nakładem wydawnictwa Mondadori ukazała się autobiografia Kadiu – Lepiej niż w bajce (włos. Meglio di una Favola)
W życiu osobistym Kadiu jest związany z tancerką Charlotte Lazzari, z którą ma córkę Leę (ur. 2016) i syna Gabriela (ur. 2021).

## Filmografia
- 2005: Passa a due jako Beni
- 2006: La cura del gorilla jako Adrian Patoli
- 2007: Ma chi l’avrebbe mai detto (serial telewizyjny)
- 2012: La nave dolce (film dokumentalny)